# 북한강

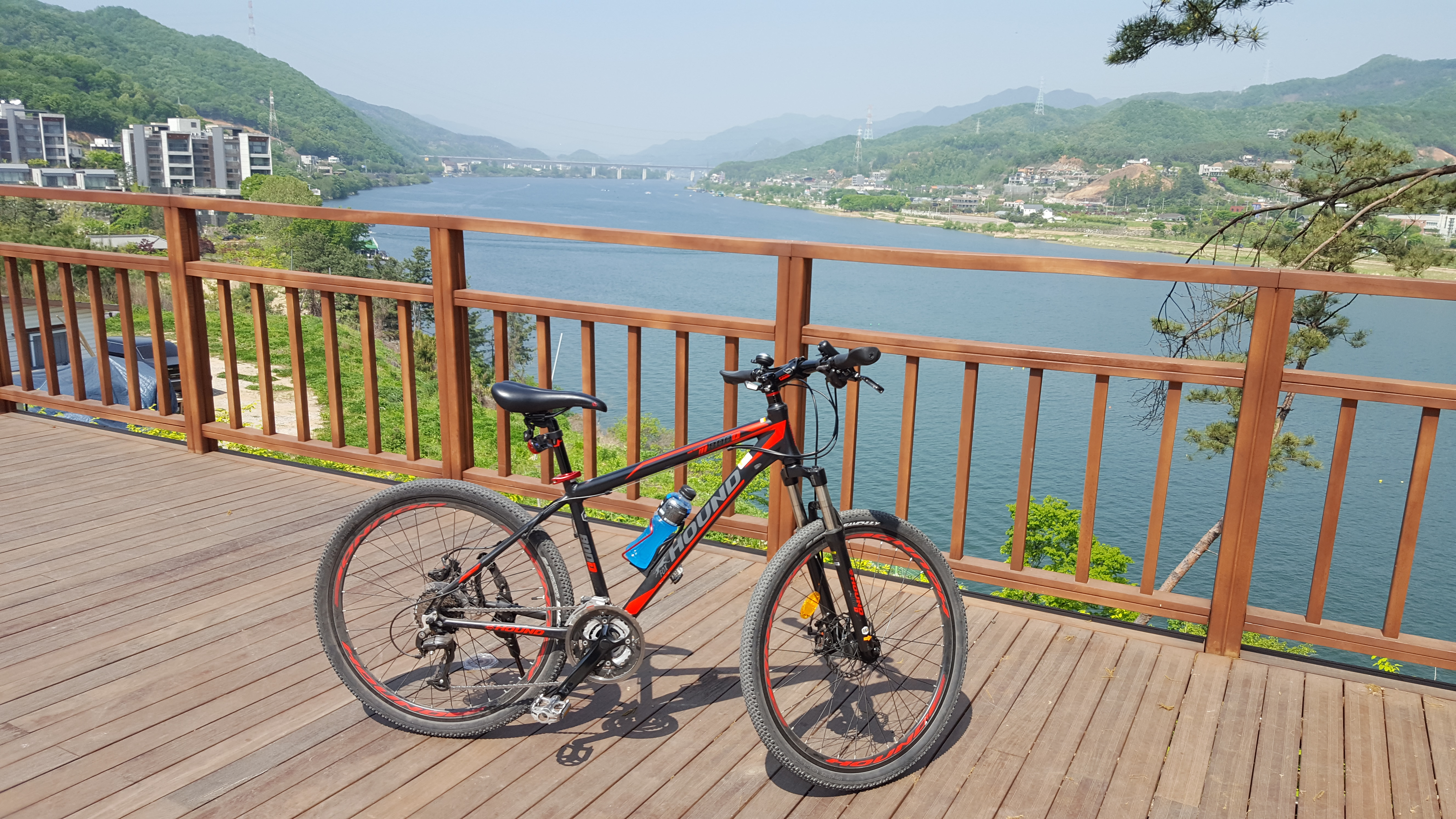
북한강 자전거 길과 북한강의 모습

북한강(北漢江)은 한강의 제1지류 중 가장 긴 하천이다. 조선민주주의인민공화국 강원도 회양군 금강군에서 발원한다. 대한민국에서는 휴전선부터 경기도 양평군 양서면 양수리에서 만나는 남한강과의 합류지점까지 국가하천으로 지정하고 있다.

## 댐과 호수
북한강은 댐이 많은 하천으로, 상류부터 평화의 댐, 화천댐(파로호), 춘천댐(춘천호), 의암댐(의암호), 청평댐(청평호)이 북한강에 있다. 또한 북한강 최대의 지류인 소양강에는 소양강댐이 있다. 북한강변의 춘천시는 의암호에 의하여 호반의 도시로 불린다. 경기도 가평군에는 청평호가 있으며, 경기도 양평군 양서면 양수리에서 한강으로 흘러들어가게 된다.

## 지류
지류로는 양구서천, 간척천, 풍산천, 화천천, 용암천, 계성천, 논미천, 지촌천, 마평천, 지암천, 사평천, 월송천, 한계천, 소양강, 금산천, 공지천, 덕두원천, 팔미천, 강촌천, 서사천, 가평천, 달전천, 이화천, 산유천, 홍천강, 미원천, 조종천, 구운천, 신기천, 사기막천, 월산천, 묵현천, 아양천, 삼봉천, 시우천, 진중천, 조안천이 있으며, 이들을 합치고 남양주시 팔당호에서 남한강과 합류한다.
양구서천과 소양강은 국가하천이며, 나머지 지류들은 지방하천이다.

## 경강 단층
경강 단층(京江 斷層, Gyeong-gang Fault)은 한반도 경기 지괴 내 대한민국 강원특별자치도 화천군에서 청평, 양수리, 광주시를 거쳐 경기도 발안리까지 연장되는 연장 175 km, 북북동-남남서 주향의 조구조(tectonic) 단층으로 알려져 있다. 이 단층은 팔당호에서 가평군까지 북한강과 일치하게 발달된다.
중앙선 철도는 팔당호 북쪽, 양평군 양서면 양수리 부근에서 북한강을 건넌다. (수도권 전철 경의·중앙선 운길산역-양수역 구간) 이 지역은 북한강을 따라 경강 단층이 발달할 것으로 예상되는 지역이나 강물 때문에 강가를 제외하고는 육안으로 지표 지질조사를 수행할 수 없다. 지표 지질조사 결과 북한강변에서 경강 단층대의 경계부에 해당하는 것으로 추정되는 단층들이 발견되었으나 강 하부의 정확한 단층 발달 상황은 예측하기 어려웠다. 따라서, 수도권 전철 중앙선이 지나갈 철도교량 건설 예정부지에서 강 하부의 지반에 위치한 단층대의 위치를 규명하기 위해 전기 비저항 탐사(Dipole-Dipole Array Geoelectric Survey)를 실시하였다. 그 결과 강 하부에서 국부적으로 저비저항 이상대들이 발견되었으며 이들 이상대는 강의 오른쪽에 집중되어 있다. 이러한 저비저항 이상대들은 경강 단층대와 관련된 것으로 보인다. 또한 저비저항 이상대는 대부분 수직으로 발달하고 있는데 이는 이 지역에서 경강 단층이 고각도의 경사를 가지는 주향 이동 단층의 형태로 발달되어 있다는 사실을 반영한 것으로 해석된다. 시추조사 결과 전기비저항 이상대의 시추공에서는 시추 코어가 회수되지 않을 정도로 암반 상태가 불량하였으며 점토화된 단층구간도 확인되었다. 이들 결과를 종합해 보면 이들 저비저항 이상대는 경강 단층의 주 단층(Main Fault)으로 보인다.
당초 교량 설계시 전기비저항 이상대 위치에 14번 교각을 건설하는 것으로 설계되어 이 구간에 시추조사를 실시한 결과 최소한 30 m 심도까지 점토화된 단층 구간이 분포하여, 14번 교각이 들어설 시추공의 위치는 단층파쇄대 상부로 교각을 건설하기에는 부적합한 위치로 판정되었다. 하지만 교량 설계상 14번 교각의 위치를 변경하게 되면 나머지 교각의 위치도 다 바꿔야 하고 그러면 변경된 위치에서 또 단층파쇄대가 나타날 수 있었기 때문에, 경강 단층의 주 단층이 지날 것으로 예상되는 저비저항 이상대를 피하여 경간을 넓혀 교각의 위치를 변경하였다.